# Tuberonotha regia
Tuberonotha regia är en insektsart som först beskrevs av Navás 1930.  Tuberonotha regia ingår i släktet Tuberonotha och familjen fångsländor. Inga underarter finns listade i Catalogue of Life.